# Poziomy Fibonacciego

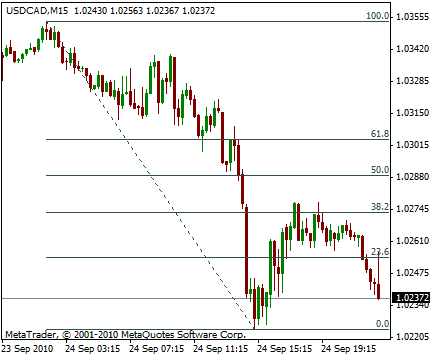
Poziomy Fibonacciego na parze walut USD/CAD

Poziomy Fibonacciego (poziomy zniesienia Fibonacciego, potocznie: "poziomy Fibo") – jedna z metod analizy technicznej opierająca się na zasadzie złotej proporcji (złotego podziału) (ang. golden ratio).

## Wstęp
Metoda opiera się na założeniu, że występujące w licznych przypadkach w przyrodzie "złote proporcje" pojawiają się również na wykresach cen instrumentów finansowych lub indeksów takich jak np. akcje, kontrakty terminowe i inne.
Jak w wielu innych przypadkach analizy technicznej zdania co do skuteczności tej metody są podzielone. Jest jednak faktem, że metoda istnieje w świadomości wielu inwestorów giełdowych, co może powodować jej użyteczność w znaczącej liczbie przypadków.

## Poziomy Fibonacciego na osi cen
Podstawowe i najprostsze zastosowanie metody to wyznaczenie na wykresie cen analizowanego waloru znaczącego maksimum i znaczącego minimum w ostatnim okresie. Jest to w dużym zakresie decyzja uznaniowa jaki czas jest brany pod uwagę i zależy również od tego czy analizujemy dany walor w krótkim czy długim terminie.
Bezwzględna różnica tych poziomów (czyli odległość) uznana jest za odcinek jednostkowy. Odcinek ten można następnie podzielić w proporcjach będących współczynnikami Fibonacciego, a także przedłużać go, również zachowując "złote proporcje".
Punkty podziału wyznaczają poziomy Fibonacciego, które uważane są za wsparcia i opory na wykresie danego waloru.

## Odcinki Fibonacciego na osi czasu
Analogicznie jak w przypadku poziomów Fibonacciego dla osi pionowej wykresu (cen), można również dokonywać "złotego" podziału czasu na osi poziomej (czasu). Czas będący w tym przypadku okresem podstawowym (jednostkowym) to okres pomiędzy kolejnymi ekstremami na wykresie.
Można na tej podstawie próbować wyznaczać prawdopodobne momenty zwrotne ruchu cen w przyszłości.
Istnieją również metody będące połączeniem i rozwinięciem dwóch powyższych, podstawowych metod wykorzystania poziomów Fibonacciego w analizie technicznej.

## Wartości ważniejszych współczynników
Współczynniki do wyznaczenia poziomów Fibonacciego oblicza się korzystając z definicji "liczby złotej" φ (czyt. "fi"), podnosząc ją do kolejnych potęg (w większości całkowitych).
Najczęściej używane (w programach do komputerowej analizy technicznej) poziomy zawarte są w poniższej tabeli.
| wykładnik potęgi | współczynnik Fibonacciego (zaokrąglony do trzech miejsc) |
| ---------------- | -------------------------------------------------------- |
| -3               | 0,236 (23,6%)                                            |
| -2               | 0,382 (38,2%)                                            |
| -1,44 *          | 0,5 (50,0%)                                              |
| -1               | 0,618 (61,8%)                                            |
| -0,5             | 0,786 (78,6%)                                            |
| 1                | 1,618 (161,8%)                                           |
| 2                | 2,618 (261,8%)                                           |
| 3                | 4,236 (423,6%)                                           |

* Dokładnie: ln(1/2)/ln(φ). Ze względów praktycznych i tradycyjnych współczynnik 0,5 zaliczamy do poziomów Fibonacciego. 

## Krytyka metody
Krytycy metody wskazują, że przy wyznaczeniu wielu minimów i maksimów na wykresie a następnie poziomów Fibonacciego rośnie prawdopodobieństwo odbicia lub zatrzymania się ceny na którymś z nich. W niektórych mutacjach metody stosowane są oprócz podstawowych współczynników ich rozmaite kombinacje, co w oczywisty sposób wpływa na wzrost "trafności".
Stosowane są również metody wyznaczania zagęszczeń takich poziomów na wykresie, które to zagęszczenia traktuje się jak pojedyncze poziomy wsparcia lub oporu.